# أبو كانى
أبو كانى (بالإنجليزية: Abu Kanneh)‏ هو لاعب كرة قدم ليبيري في مركز الهجوم، ولد في 9 نوفمبر 1983 في مونروفيا في ليبيريا. شارك مع منتخب ليبيريا لكرة القدم. أما مع النوادي، فقد لعب مع FC Gratkorn ‏.

## وصلات خارجية
- أبو كانى على موقع عالم كرة القدم.نت (الإنجليزية)